# Giovanni Antonio Caldora

Wappen der Familie Caldora

Giovanni Antonio Caldora (* zweite Hälfte des 14. Jahrhunderts in Neapel; † 1382 ebendort) war ein italienischer Adliger und Condottiere, Baron von Pacentro und Herr von Castel del Giudice.

## Leben
Die Informationen über das Leben von Giovanni Antonio I. Caldora sind spärlich und lückenhaft. Er wurde in der ersten Hälfte des 14. Jahrhunderts als ältester Sohn von Raimondaccio Caldora und Luisa d’Anversa geboren. Schon in jungen Jahren schlug er eine militärische Laufbahn ein und unterstützte das Königreich Neapel.
Im April 1367 kämpfte er zusammen mit seinem Vater in der päpstlich–neapolitanischen Koalition unter Gomez Garcia und Giovanni Malatacca gegen den Condottiere Ambrogio Visconti und dessen Heer, das in den Abruzzen schwere Verwüstungen anrichtete, bevor es sich zur Eroberung des Königreichs Neapel wandte. Die Schlacht war eine der blutigsten des Jahrhunderts und fand in einem nicht näher bezeichneten Sacco del Tronto am gleichnamigen Fluss statt. Von der feindlichen Armee gelang es nur 2.700 Soldaten, der Gefangennahme und dem Tod zu entgehen, weitere 600 wurden nach Rom verschleppt, von denen die Hälfte die Gefangenschaft überlebte, während die andere Hälfte hingerichtet wurde. Die überlebenden unternahmen einen kollektiven Fluchtversuch, der mit ihrem Tod durch Strangulation oder Enthauptung endete. Der verwundete Visconti wurde gefangen genommen und mit Gewalt zum Castel dell’Ovo in Neapel geschleppt, wo er eingekerkert wurde. Die überglückliche Königin Johanna I. von Anjou bedankte sich öffentlich bei den Rittern, die an der siegreichen Schlacht teilgenommen hatten, darunter die Familien Caldora, Di Sangro, Mareri und Montagano, und belohnte sie mit verschiedenen Lehen.
Im Jahr 1382 stellte sich sein Vater auf die Seite Ludwigs I. von Anjou–Valois gegen König Karl III. von Anjou–Durazzo. Dieser nahm ihm nicht nur seine Lehen weg, sondern ließ zur Strafe auch seine Söhne Giovanni Antonio und Giovanni in Neapel gefangen nehmen und enthaupten.

## Nachkommen
Giovanni Antonio Caldora heiratete 1367 Rita Cantelmo, mit der er folgende Kinder hatte:
- Jacopo, ältester Sohn, Condottiere, Söldnerführer, Großkonstabler des Königreichs Neapel und Herzog von Bari, er heiratete 1399 zunächst Medea d’Evoli und dann 1439 Jacovella da Celano;
- Restaino, Condottiere, starb 1412 sehr Jung, ohne verheiratet zu sein und ohne Nachkommen;
- Raimondo, Condottiere, Leutnant, königlicher Ratsherr, Großkammerherr des Königreichs Neapel und Baron, verheiratet mit Giulia Acquaviva;
- eine Tochter, mit unbekannter Identität, die Rinaldo/Riccardo Accrocciamuro heiratete.